# Vega de Granada

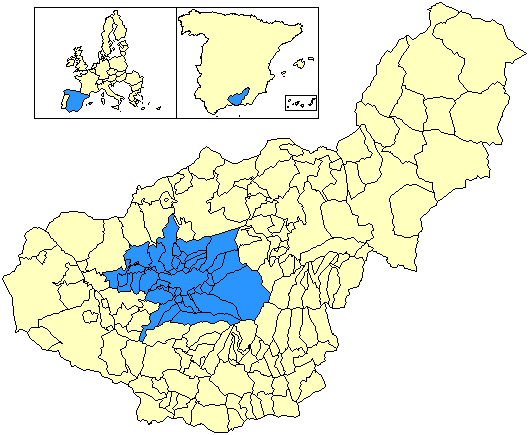
Vega de Granada

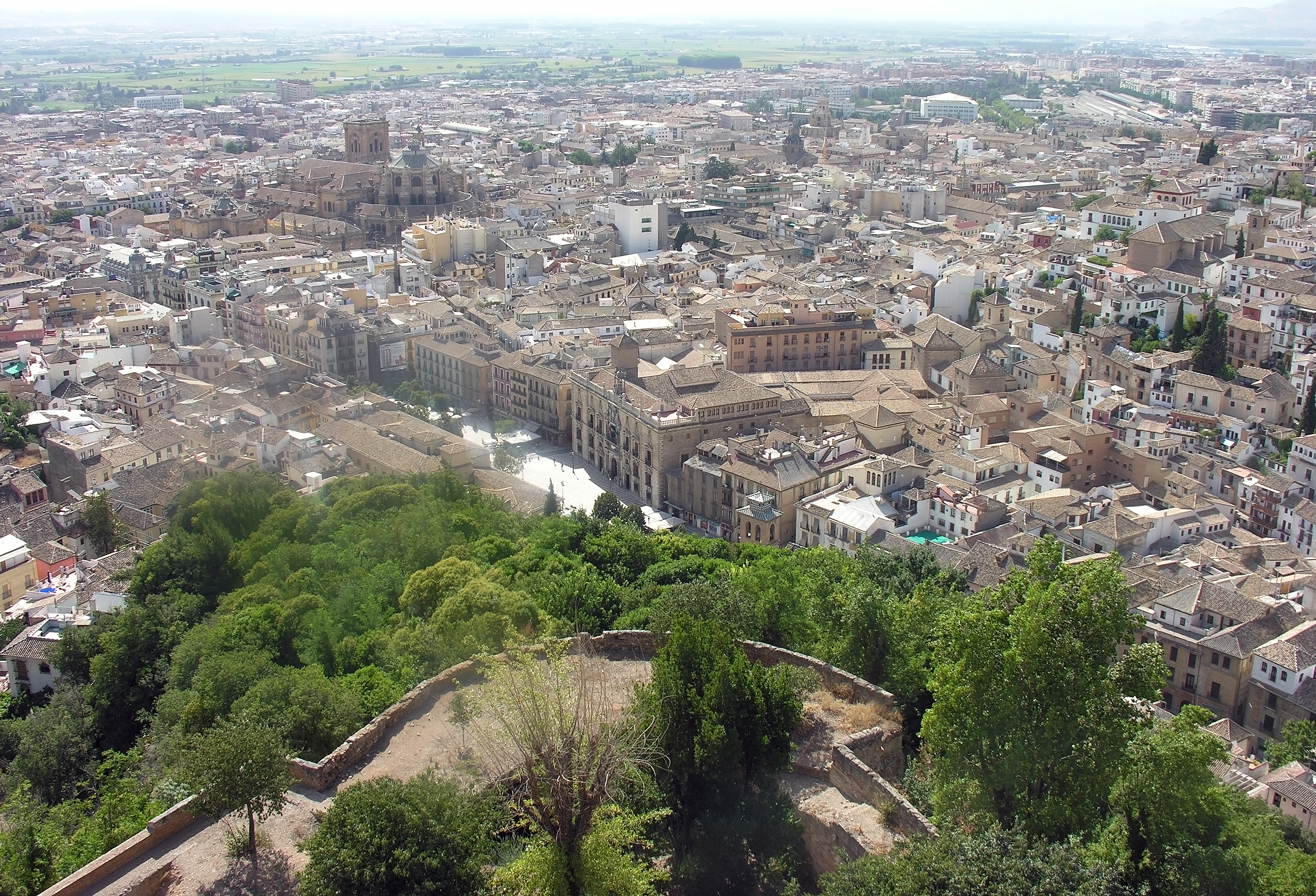
Granada

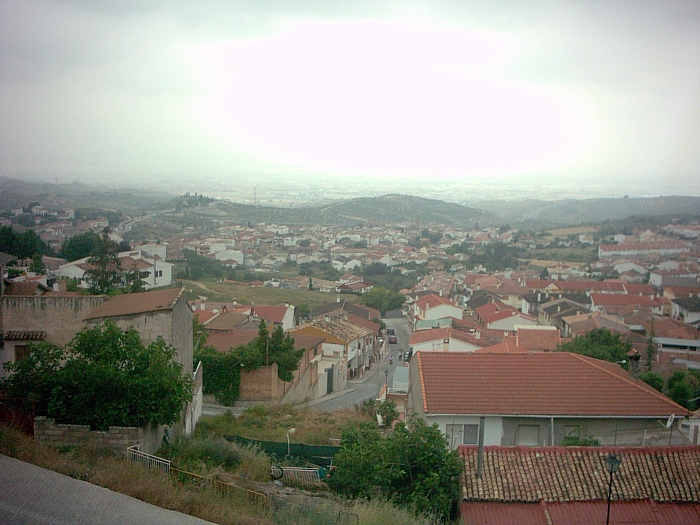
Alfacar

La Vega de Granada és una comarca situada al sud-est d'Espanya. Es tracta d'una zona plana on els cultius són pròspers. És la "vega" del riu Genil, el més important de Granada i afluent del Guadalquivir. La "vega" és a la falda de Sierra Nevada i de la serra de La Alfaguara.
Granada i la seva àrea metropolitana són a dins de la "vega" granadina.

## Municipis
- Albolote
- Alfacar
- Alhendín
- Armilla
- Atarfe
- Beas de Granada
- Cájar
- Calicasas
- Cenes de la Vega
- Chauchina
- Churriana de la Vega
- Cijuela
- Cogollos Vega
- Cúllar Vega
- Dílar
- Dúdar
- Fuente Vaqueros
- Las Gabias
- Gójar
- Granada
- Güéjar Sierra
- Güevéjar
- Huétor Santillán
- Huétor Vega
- Jun
- Láchar
- Maracena
- Monachil
- Nívar
- Ogíjares
- Peligros
- Pinos Genil
- Pinos Puente
- Pulianas
- Quéntar
- Santa Fe
- Valderrubio
- Vegas del Genil
- Villa de Otura
- Víznar
- La Zubia